# Atom (bestandsformaat)
Atom is een bestandsformaat voor webfeeds, net als RSS. Webfeeds zorgen ervoor dat content van websites automatisch aan gebruikers wordt gepresenteerd als deze wordt aangepast of toegevoegd. De gebruiker hoeft dus niet steeds zelf de website te bezoeken.
Een feed wordt over het algemeen gegenereerd door een contentmanagementsysteem of weblog en heeft een datastructuur van XML. Nieuwe artikelen bijvoorbeeld worden in een aantal regels samengevat en vergezeld van een titel en deeplink waar de gebruiker vervolgens meer informatie kan lezen.
Atom is een open standaard die zowel een XML-gebaseerde websyndicatie voor onder meer weblog, nieuwssite en webmail levert als een HTTP-gebaseerd protocol voor bewerken op afstand van op Atom gebaseerde weblogs.
De ontwikkeling van Atom werd ingegeven door onvolkomenheden van het formaat RSS 2.0 en daaraan verwante XML-RPC-API's. Atom is nu een officieel door de Internet Engineering Task Force voorgestelde standaard, zoals voorgeschreven in de RFC 4287.